# Згущене молоко
Згу́щене молоко́ (розмовні варіанти: згущівка, згущенка, згущонка, згущик[джерело?]) — це концентрований висококалорійний молочний продукт, отриманий зі свіжого молока і вершків шляхом згущення та консервування його цукром або стерилізацією.

## Асортимент
Відомі такі види згущеного молока:
- Молоко згущене стерилізоване;
- Молоко незбиране згущене з цукром;
- Молоко знежирене згущене з цукром;
- Молоко концентроване стерилізоване;
- Вершки згущені з цукром;
- Какао чи кава зі згущеним молоком і цукром.

Варене згущене молоко виготовляють шляхом зварювання (тепловим обробленням) консервованого згущеного молока з цукром. Варене згущене молоко подібне до десерту дульсе-де-лече.

## Історія
Загущувати молоко за допомогою цукру вперше почали в державі Сасанідів (Персії), де отриманий продукт називали «шарушакар». На його основі за часів Арабського Халіфату були створені десерт та соус «мухаллабія», що на Заході трансформувалися в кустард (або «заварний крем»). В Індії за рецептом, подібним на «шарушакар», щонайменше з XV століття виготовляли «рабді». Поступово рецепт поширився на схід — аж до Філіппін (де за ним виготовляли солодощі «дульче гатас»). А з Філіппін — за посередництвом іспанців — технології виготовлення згущеного молока потрапили до Нового Світу (там продукт отримав назву «кахета» або «дульче де лече», а згодом і до Європи.
Рецепт загущення молока для отримання консервів був запропонований у 1810 році французом Ніколя Аппером. Цей паризький кондитер виявив, що якщо прокип'ятити банку з соком, її вміст довго не псується. А після довгих досліджень, стало зрозуміло, що молоко найкраще зберігається в запаяних бляшанках, які до того ж не лопаються при кип'ятінні у водяній бані.
У 1858 році Гейлом Борденом був побудований перший завод з виробництва згущеного молока в США. З 1866 року виробництво згущівки розпочалося в Європі, у 1881 — в Російській імперії, коли під Оренбургом відкрився невеличкий завод з виробництва згущеного молока з цукром.
В СРСР промислове виробництво молочних консервів почалося з «нуля» — на купленому в США устаткуванні — в 1932 році. Згущівка стала улюбленими ласощами на фронті і в тилу під час Другої світової війни, тому в 50-х роках XX століття заводи з її виготовлення почали будувати в усіх місцевостях Радянського Союзу, де заготовляли велику кількість молока, зокрема й в Україні.

## Стандарти в Україні
В Україні діють державні стандарти щодо якості згущеного молока:
- ДСТУ 4274:2003 Консерви молочні. Молоко незбиране згущене з цукром. Технічні умови;
- ДСТУ 4275:2003 Консерви молочні. Молоко незбиране згущене з цукром та какао. Технічні умови.

Вимоги цих стандартів не є обов'язковими, але якщо виробник наніс на етикетку продукту посилання на відповідний стандарт, то його продукт повинен відповідати всім приписам ДСТУ 4274:2003 та ДСТУ 4275:2003. У першу чергу це стосується використовуваної сировини.
Згідно із ДСТУ 4274:2003 для виробництва згущеного молока використовують молоко коров'яче незбиране та знежирене, молоко сухе, вершки, маслянку (залишається при виробництві масла), цукор та лактозу (молочний цукор), воду. Використання інших, крім згаданих, сировинних складових — жирів, згущувачів, барвників, підсолоджувачів чи консервантів у виробництві згущеного молока не зазначено державним стандартом України. Це означає, що згущене молоко з позначкою на упаковці «ДСТУ 4274:2003» — винятково молочний продукт з цукром.
Якщо виробник наніс на етикетку продукту позначення відповідного стандарту, то він повинен відповідати всім вимогам нормативного документа за якісними й за кількісними показниками.

### Сахароза
Масова частка сахарози в згущеному молоці, згідно із ДСТУ 4274:2003, повинна становити не менше 43,5 %, тобто у кожних 100 г згущеного молока 43,5 г цукру або ж у кожному кг згущеного молока 435 г цукру.

### Колір
За нормативними вимогами до забарвлення продукту колір згущеного молока повинен бути білий з кремовим відтінком.
- Світло-коричневий колір уже свідчить, що продукт виготовляли при надмірно високих температурах.

- При потраплянні в готовий продукт спор шоколадно-коричневої цвілі (Catenularia fuliginea) утворюються грудки, які найчастіше оселяються на кришці і свідчать про порушення санітарного стану виробництва.

### Консистенція
Консистенція повинна бути однорідна по всій масі, без відчутних кристалів молочного цукру.
- Дуже рідке згущене молоко свідчить, що у вихідній сировині було замало білка. Рідка консистенція може призвести до розшарування продукту з виділенням жиру.

- Дуже густе згущене молоко свідчить, що використовували молоко з високою кислотністю, і при згущуванні білок згорнувся.

- Причиною загуснення може бути і зберігання готового продукту при високих температурах.

### Смак і запах
Смак і запах згущеного молока повинні бути солодкими, чистими, як у пастеризованого молока, без сторонніх присмаків і запахів. Допускається наявність легкого кормового присмаку. Цей присмак може переходити з сировини або ж з'являтися при пізньому введенні цукрового сиропу.
До дефектів смаку відносять також гіркий, прогірклий, рибний присмаки, затхлий запах.

## Виробництво
Виробництво «незбираного згущеного молока» з цукром складається з таких чотирьох основних операцій:
- Підготовка молока та його пастеризація;
- Згущення;
- Додавання цукрового сиропу;
- Охолодження і фасування.

Підготовка молока включає очищення і нормалізацію жирності шляхом додавання знежиреного молока або вершків. Пастеризацію проводять для інактивації (руйнування) ферментів і зниження загальної кількості мікроорганізмів. Консервація відбувається шляхом видалення значної кількості води і додавання цукру, який виступає консервувальною речовиною. Згущене молоко з цукром після фасування не стерилізують. Стерилізації піддають згущене молоко, яке виробляють без цукру.
Згущення продукту проводять у вакуумапаратах. Цукор додають у вигляді гарячого сиропу ближче до закінчення процесу.
Охолодження згущеного молока — дуже важливий технологічний етап, оскільки в молоці міститься лактоза, яка при охолодженні кристалізується і випадає в осад. При правильно проведеному процесі охолодження утворюються дрібні й непомітні кристали. При порушенні процесу охолодження утворюються великі, відчутні на смак кристали. Іноді при охолодженні в згущене молоко додають пудру лактози. Це, у свою чергу, сприяє утворенню дрібних кристалів.
«Згущене молоко без цукру» зазвичай консервують стерилізацією. Для цього молоко після згущення гомогенізують, охолоджують, розливають у банки і стерилізують.

## Способи фальсифікації
Одним з найпоширеніших способів підробки молочних продуктів є підміна молочного жиру (частково або повністю) рослинним. Хоча така продукція може існувати, але етикетка такого виробу повинна містити відповідну інформацію (має бути зазначено наявність такого компонента).
Іншими способами фальсифікації є використання соєвого молока, барвника діоксиду титану E171, цукрозамінників (деякі виробники додають у цей продукт синтетичні цукрозамінники: ацесульфам калію Е950, аспартам Е951 і сахарин Е954) та інших речовин з індексами Е.
Існують методи простого змішування інгредієнтів, тобто без випарювання і уварювання.

## Результати експертиз продукції в Україні
Незалежний Центр Експертиз «ТЕСТ» неодноразово перевіряв якість згущеного молока українських виробників і виявляв невідповідності. У деяких виробників згущене молоко має у своєму складі до 96 % немолочних жирів, білий барвник діоксид титану E171 і синтетичні цукрозамінники.

## Використання
Продукти можна безпосередньо вживати в їжу або використовувати у домашніх умовах для приготування десертних страв. Їх застосовують для виробництва морозива, глазурованих сирків, хлібобулочних та різноманітних кондитерських виробів (кремів, тортів, тістечок та цукерок).

## Українські виробники згущеного молока
- ТОВ «Галіївський маслозавод» [Архівовано 1 жовтня 2018 у Wayback Machine.]» (с. Галіївка)
- ЗАТ «Бахмачконсервмолоко» (м. Бахмач)
- ТОВ «Городокконсервмолоко» (м. Городок)
- ПП «Імперіал плюс» (смт Чорнобай)
- ВАТ «Ічнянський молочно-консервний комбінат» (м. Ічня)
- ЗАТ «Первомайський молочноконсервний комбінат» (м. Первомайськ)
- ЗАТ КМК (м. Куп'янськ)
- ТОВ «Техмолпром» (м. Гадяч), торгові марки: «Білики», «Омка», «Молочні дари», «Гадячмолоко», «Альпійські Луки», «Наше молоко» та «Mileo»
- ТОВ «Гранд-Молпродукт» [Архівовано 9 січня 2016 у Wayback Machine.] (смт Чутове)

## Цікаві факти
- Користувачі української Вікіпедії можуть нагородити один одного на знак поваги до чужих зусиль та результатів копіткої праці згущівкою.

- Згущівка поштою [Архівовано 26 вересня 2015 у Wayback Machine.] — щомісячна нагорода найактивніших користувачів україномовних вікіпроєктів: Вікіпедії, Вікіцитат, Вікіновин, Вікіпідручника і Вікімандрів.

- Обличчям популярної серед українців марки згущеного молока є одесит Олександр Бабич. Про це він написав у Facebook і додав оригінал малюнка. Він був онуком заступника директора Первомайського молочноконсервного комбінату, який і виробляв згущене молоко. Зі слів Олександра Бабича, приблизно 40 років тому Віктор Усович намалював його портрет, щоб потім з нього зробити етикетку на банці згущеного молока[9][10].